# Un si noble tueur
Pour plus de détails, voir Fiche technique et Distribution.
Un si noble tueur (The Gentle Gunman) est un film britannique réalisé par Basil Dearden, sorti en 1952.

## Synopsis
En 1941, un commando de l'IRA est chargé de placer des bombes dans des stations de métro à Londres. Leur chef Terence déserte car il ne croit plus à la violence comme moyen d'action. Son frère Matt arrive d'Irlande pour le remplacer. Après l'arrestation de deux membres du commando, Matt croit que son frère les a trahis. Il rentre en Irlande pour voir le chef local de l'IRA, Shinto. Apprenant que les prisonniers sont transférés dans un prison de Belfast, Shinto organise leur évasion. Terence, revenu pour pousser son frère à quitter l'organisation, prend part au projet. Après qu'un des membres a été grièvement blessé, Terence tente une opération en solo et libère les prisonniers. Shinto refuse de le croire et Terence est condamné à mort comme traître. Il n'est sauvé que par l'arrivée des ex-prisonniers. Shinto et ses hommes s'enfuient, poursuivis par la police, et Matt, finalement convaincu, décide de renoncer à la violence.

## Fiche technique
- Titre original : The Gentle Gunman
- Titre français : Un si noble tueur
- Réalisation : Basil Dearden
- Scénario : Roger MacDougall, d'après sa pièce
- Direction artistique : Jim Morahan
- Costumes : Anthony Mendleson
- Photographie : Gordon Dines
- Son : Arthur Bradburn
- Montage : Peter Tanner
- Musique : John Greenwood
- Production : Michael Relph
- Coproduction : Basil Dean
- Société de production : J. Arthur Rank Organisation, Ealing Studios, Michael Balcon Productions
- Société de distribution : General Film Distributors
- Pays d'origine :  Royaume-Uni
- Langue originale : anglais
- Format : Noir et blanc  — 35 mm — 1,37:1 — son mono
- Genre : drame
- Durée : 86 minutes
- Dates de sortie : 
  - Royaume-Uni : 21 octobre 1952
  - France : 15 janvier 1954

## Distribution
- John Mills : Terence Sullivan
- Dirk Bogarde : Matt Sullivan
- Robert Beatty : Shinto
- Elizabeth Sellars : Maureen Fagan
- Barbara Mullen : Molly Fagan
- Eddie Byrne : Flynn
- Joseph Tomelty : Docteur Brannigan
- Liam Redmond : Connolly
- James Kenney : Johnny Fagan
- Michael Golden : Murphy
- Jack MacGowran : Patsy McGuire
- Gilbert Harding : Henry Truethome
- Stephen Dunne : Brennan